# Nicolae Bălcescu

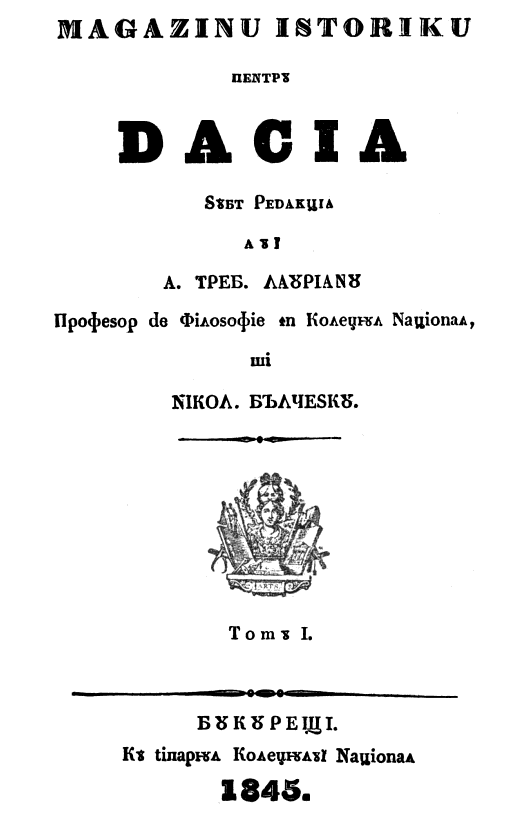
Magazin istoric pentru Dacia első lapja (1845)

Nicolae Bălcescu (Bukarest, 1819. június 29. − Palermo, 1852. november 29.) román történész és író, az 1848-as havasalföldi forradalom egyik vezetője.

## Életpályája
A bukaresti akadémián tanult, majd belépett a hadseregbe. 1840-ben részt vett Alexandru Dimitrie Ghica havasalföldi kormányzó ellen irányuló puccsban. A puccs kudarca után Bălcescut letartóztatták. Szabadulása után Franciaországba és Olaszországba utazott, s újságírói tevékenységbe kezdett. Párizsban a román diákok társaságához csatlakozott, amely társaság tagjai főleg moldvai románok voltak és Bălcescuhoz hasonlóan radikális liberális nézeteket vallottak.
Bălcescu földreformot sürgetett Romániában, nézeteit a Magazin istoric pentru Dacia című történelmi magazinban és más politikai magazinokban fejtette ki az 1840-es években. A 20. századi romániai kommunista diktatúra idején e miatt kapott igen kedvező megítélést, tanulmányokban méltatták, szobrokat emeltek neki és utcákat, tereket, iskolákat, városokat neveztek el róla.
Az 1848-as francia forradalom hatására Bukarestbe utazott, s részt vett a román forradalomban, de három hónap múltán a többi vezetővel együtt török őrizetbe került. Az őrizetből megszökve Erdélybe ment, de onnan a Habsburgok utasították ki. Magyarországon Kossuth Lajossal is tárgyalt, de már késő volt, az 1848–49-es forradalom és szabadságharc ügye már vesztésre állt. Emigrált Konstantinápolyba, majd Nyugat-Európába. Haláláig forradalmár volt, a nyugati emigráns forradalmárokat próbálta összetartani, s írásaiban is méltatta a román egységet szerinte megvalósító II. Mihály havasalföldi fejedelem jelentőségét.
Nicolae Bălcescu fiatalkorától kezdve tuberkulózisban szenvedett, e betegsége okozta korai halálát.

## Művei magyar nyelven
- Bălcescu Miklós válogatott írásai. Ford. Domokos Sámuel, Köpeczi Béla, szerk., tan., jegyz. I. Tóth Zoltán. Budapest: Hungária. 1950.  = Forradalmárok,
- Nicolae Bălcescu válogatott munkái. Ford. Kelemen Béla, András János, összeáll., bev., jegyz. Balogh Edgár. Bukarest: Irodalmi. 1956.  = Haladó hagyományaink,
- A románok Vitéz Mihály vajda idejében. Bev. Alexandru Piru, ford. V. András János. Bukarest: Irodalmi. 1963.

## Fordítás
- Ez a szócikk részben vagy egészben a Nicolae Bălcescu című német Wikipédia-szócikk ezen változatának fordításán alapul.  Az eredeti cikk szerkesztőit annak laptörténete sorolja fel. Ez a jelzés csupán a megfogalmazás eredetét és a szerzői jogokat jelzi, nem szolgál a cikkben szereplő információk forrásmegjelöléseként.